# ザームエル・ホルトハイム

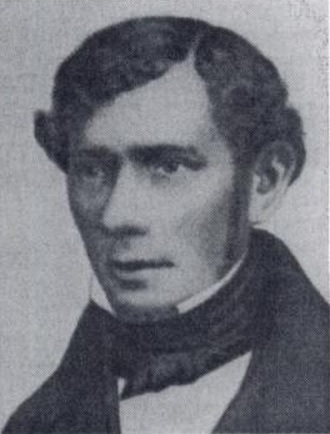
ザームエル・ホルトハイム

ザームエル・ホルトハイム（Samuel Holdheim, 1806年 ポーゼン管区ケンペン（ケンプノ Kępno） - 1860年8月22日 ベルリン）は、プロイセン王国領ポズナン大公国出身の、ドイツの改革派のラビ。
ポーゼン管区の正統派の出身であったが、変化する時代はトーラーの大きな変化を要求するという考えを当時最も推し進め、その内容は、土曜のシャッバートから日曜礼拝への移行、祭典の廃止、宗教上の慣習の廃止、非ユダヤ人との結婚に関わるということであった。
ケンプノに正統派ユダヤ教徒の子として生まれ、イェシーバーでラビ文学を学んだ。その後プラハで哲学などを学ぶ。